# 裕庆堂
裕庆堂是一座祠堂，位于江西省上饶市婺源县（旧属安徽省徽州府）北部的大鄣山乡程村。
裕庆堂已列为婺源县文物保护单位。